# Арария (округ)
Арария (англ. Araria) — округ на северо-востоке индийского штата Бихар. Административный центр — город Арария. Площадь округа — 2830 км². По данным всеиндийской переписи 2001 года население округа составляло 2 158 608 человек, из них индусов — 1 263 766 (58,5 %), мусульман — 887 972 (41,13 %). Уровень грамотности взрослого населения составлял 34,85 %, что намного ниже среднеиндийского уровня (59,5 %).